# ويس ريد
ويس ريد (بالإنجليزية: Wes Reid)‏ (10 سبتمبر 1968 في المملكة المتحدة - ) هو لاعب كرة قدم بريطاني في مركز الوسط. لعب مع برادفورد سيتي ونادي أرسنال ونادي ميلوول ونادي أردريونيانز ودولويتش هاملت.

## وصلات خارجية
- ويس ريد على موقع قاعدة بيانات كرة القدم.إي يو (الإنجليزية)
- ويس ريد على موقع عالم كرة القدم.نت (الإنجليزية)